# Tangren Shandi
Tangren Shandi (chinesisch 唐人山地) ist ein Hügelgebiet an der Ingrid-Christensen-Küste des ostantarktischen Prinzessin-Elisabeth-Lands. Es liegt südlich der Halbinsel Haizhu Bandao in den Larsemann Hills.
Chinesische Wissenschaftler benannten es 1993.